# Plectorhinchus vittatus
Plectorhinchus vittatus är en fiskart som först beskrevs av Carl von Linné 1758.  Plectorhinchus vittatus ingår i släktet Plectorhinchus och familjen Haemulidae. Inga underarter finns listade i Catalogue of Life.